# La Villedieu (Lozère)
La Villedieu ist eine Ortschaft und eine Commune déléguée in der südfranzösischen Gemeinde Monts-de-Randon  mit 34 Einwohnern (Stand: 1. Januar 2022) im Département Lozère in der Region Okzitanien. 
Die Gemeinde La Villedieu wurde am 1. Januar 2019 mit Servières, Saint-Amans, Estables und Rieutort-de-Randon zur Commune nouvelle Monts-de-Randon zusammengeschlossen. Sie gehörte zum Arrondissement Mende und zum Kanton Saint-Alban-sur-Limagnole. 

## Geographie
Die Gemeinde La Villedieu grenzte im Westen und im Nordwesten an Saint-Denis-en-Margeride, im Norden an Saint-Paul-le-Froid (Berührungspunkt), im Nordosten und im Osten an La Panouse und im Südosten an Saint-Sauveur-de-Ginestoux und Arzenc-de-Randon (Berührungspunkt) und im Süden an Estables. Im Gebiet der Commune déléguée von La Villedieu entspringt die Truyère.

## Bevölkerungsentwicklung

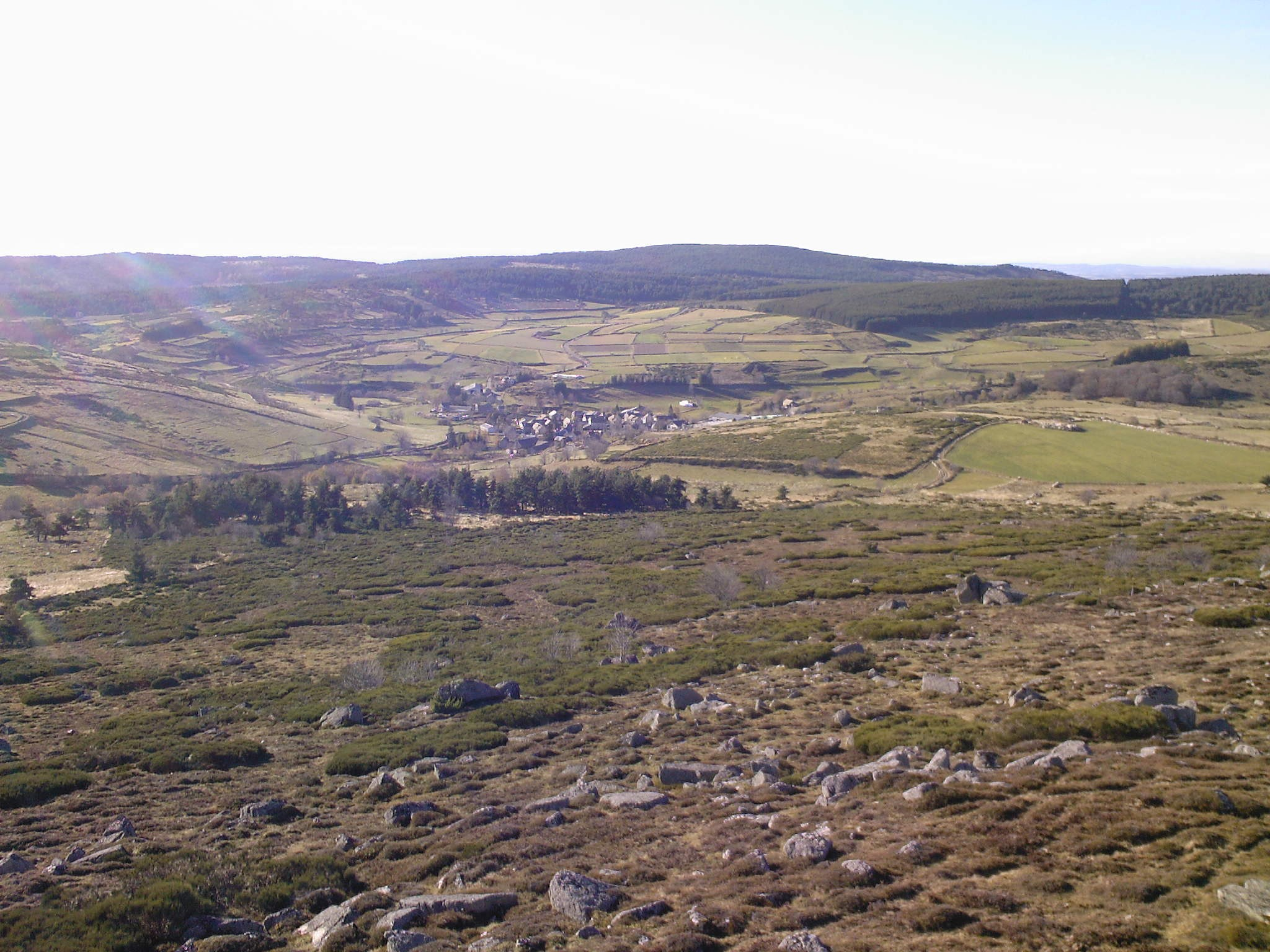
Blick auf La Villedieu

| Jahr      | 1962 | 1968 | 1975 | 1982 | 1990 | 1999 | 2008 | 2015 |
| --------- | ---- | ---- | ---- | ---- | ---- | ---- | ---- | ---- |
| Einwohner | 117  | 112  | 83   | 81   | 62   | 51   | 41   | 30   |